# Leonel Tejada
Leonel Enrique Tejada Herrera (Panamá, 11 de febrero de 2003) es un futbolista panameño que juega como delantero en el CD Árabe Unido de la Primera División de Panamá.

## Trayectoria

### CD Plaza Amador
Se formó en las categorías inferiores del CD Plaza Amador. Con el segundo equipo jugó el Torneo Apertura 2021 Liga Prom quedando subcampeón de la conferencia este, fue subcampeón del Torneo Clausura 2021 Liga Prom. Su debut como profesional en la Primera División de Panamá el 28 de agosto de 2021 en la derrota 0 a 1 contra el CD Árabe Unido en el Estadio Maracaná de Panamá en donde fue suplente y entró al minuto 73 por Ángel Sánchez. Estuvo en la banca en la Liga Concacaf 2021 quedándose en los octavos de final, en el Torneo Clausura 2021 jugó 4 partidos y anotó 1 gol llegando hasta los playoff, en el Torneo Apertura 2022 jugó 6 partidos y anotó 1 gol, en el Torneo Clausura 2022 jugó 10 partidos y anotó 1 gol.

### CD Árabe Unido
El 6 de enero de 2023 fue anunciado como nuevo jugador del CD Árabe Unido. Debutó el 15 de enero de 2023 en el empate 0 a 0 contra su exclub CD Plaza Amador en el Estadio Armando Dely Valdés en donde fue suplente y entró al minuto 68 por Efraín Bristan. En el Torneo Apertura 2023 jugó 11 partidos y anotó 2 goles, en el Torneo Clausura 2023 sólo jugó 1 partido porque se lesionó.

## Selección nacional

### Categorías inferiores
Ha sido convocado por la selección sub-20 de Panamá para disputar el Torneo Uncaf Sub-19 de 2022 en donde jugó 4 partidos y anotó 1 gol quedando en el tercer lugar y el Campeonato Sub-20 de la Concacaf de 2022 en donde jugó 5 partidos y anotó 2 goles llegando hasta los cuartos de final. El 23 de mayo de 2022, fue llamado a la selección sub-23 de Panamá para disputar el Torneo Maurice Revello de 2023 celebrado en Francia. Salió campeón de dicho torneo en donde jugó 5 partidos.

### Selección absoluta
Su debut con la selección absoluta fue el 12 de marzo de 2023 en el empate 1 a 1 contra Guatemala en un partido amistoso en el PayPal Park en los Estados Unidos en donde fue suplente y entró al minuto minuto 75 por Tomás Rodríguez.

### Participaciones en selección nacional
| Copa                        | Categoría | Sede     | Resultado        | Partidos | Goles |
| --------------------------- | --------- | -------- | ---------------- | -------- | ----- |
| Torneo Uncaf Sub-19 de 2022 | Sub-20    | Belice   | Tercer lugar     | 4        | 1     |
| Campeonato Sub-20 2022      | Sub-20    | Honduras | Cuartos de final | 5        | 2     |
| Torneo Maurice Revello 2023 | Sub-23    | Francia  | Campeón          | 4        | 0     |

## Clubes
| Club            | País   | Año         |
| --------------- | ------ | ----------- |
| CD Plaza Amador | Panamá | 2021 - 2022 |
| CD Árabe Unido  | Panamá | 2023 - Act. |